# Comte de Saint-Foix (consul)
Pour les articles homonymes, voir Comte de Saint-Foix.
Le comte de Saint-Foix est un diplomate français mort en 1858 ou peu après.
Le comte de Saint-Foix est consul de France à Tunis en 1858. Il guide Gustave Flaubert lorsque l'auteur entreprend son voyage à Carthage pour se documenter en vue de son roman Salammbô.